# Oskar Lindberg (musiker)
Oskar Fredrik Lindberg, född 23 februari 1887 i Gagnef, Dalarna, död 10 april 1955 i Stockholm, var en svensk tonsättare, kyrkomusiker och musikpedagog samt professor. 

## Biografi
Lindberg tjänstgjorde redan som fjortonåring vid högmässan i sin födelsesocken Gagnef med sitt orgelspel. Han studerade vid Kungliga Musikkonservatoriet 1903–1911, där han bland annat avlade organistexamen 1906. Jämsides studerade Lindberg komposition för Ernst Ellberg och Andreas Hallén, men kompletterade med studier i dirigering vid Akademien i Sondershausen, med vidare fördjupning i Tyskland och Österrike. Åren 1906 till 1914 verkade han som organist i Trefaldighetskyrkan i Stockholm och från 1914 till 1955 i Engelbrektskyrkan. Han var lärare i harmonilära vid Kungliga Musikkonservatoriet från 1919 till 1952 och utnämndes där till professor 1936. 
Lindberg var en av grundarna till Föreningen svenska tonsättare, som bildades 1918. Han var vidare en av medlemmarna i tonsättargruppen Spillran, som också bildades 1918. Lindberg var Stockholms Akademiska Orkesters förste dirigent efter orkesterns bildande 1922. Han var ledamot av Kungliga Musikaliska Akademien från 1926.
Lindberg deltog i produktionen av 1939 års koralbok. Han skrev också många icke-kyrkliga verk, bland annat en symfoni och symfoniska dikter. Vid ett möte i Gagnefs missionshus hörde han en sång som etsade sig fast i hans minne. Inför en radioutsändning 1936 skrev han ett arrangemang för orgel baserat på denna melodi. Stycket kallade han Gammal fäbodpsalm från Dalarna och torde vara det verk av Lindberg som framförs mest i våra dagar.
Efterforskningar har visat att melodin kallades Psalm från Älvdalsåsen och sjöngs av en kringvandrande blind musiker - "Blind-Olof", Grund Olof Ersson (1807-1881). Denne hade lärt sig den av storspelmannen Bälter Erik Olsson (f. 1793), vars dotter han gifte sig med. Ännu en spelman från Älvdalsåsen, Kettis Lars Matsson (1857-1940), lärde sig melodin av Olof varefter en pastor eller kantor Alb. Lindberg upptecknade den. Kompositören är alltså okänd. De upptecknade noterna publicerades för övrigt i Karl-Erik Forsslunds "Med Dalälven från källorna till havet" redan 1919. Många hade följaktligen denna melodi i sitt hem långt före 1936.
Oskar Lindberg är begraven på Gagnefs kyrkogård.

### Familj
Oskar Lindberg var farbror till jazzmusikern och kompositören Nils Lindberg.

## Utmärkelser
- Oskar Lindberg tilldelades 1932 utmärkelsen Litteris et Artibus.
- Lindberghallen i Gagnef är uppkallad efter honom.

## Verkförteckning

### Orkester
- Tre dalmålningar op 1, svit (1907-1908)
- Konsertuvertyr nr 1 Ess-dur op 3 (1909)
- Konsertuvertyr nr 2 h-moll op 7 (1911)
- Danse charactéristique (Symfonisk dans) op 9 (1911)
- Vildmark op 10, symfonisk dikt (1912)
- Florez och Blanzeflor op 12, symfonisk dikt (1913) efter Oscar Levertin
- Symfoni F-dur op 16 (1913-1916)
- Festpolonäs op 13 (1914)
- Från de stora skogarna op 18, symfonisk dikt (1918)
- Tre färdeminnen op 20, svit (1919-1920)
- Konsertuvertyr nr 3 D-dur op 25 (1924)
- Introitus solennis op 26 (1924, orkesterversion)
- En liten dalarapsodi op 27 (1925)
- Adagio (1928), efter körstycket Pingst
- Två stycken för stråkorkester op 31 (1929)
- Per Spelman han spelte op 32, symfonisk dikt (Rapsodi över svenska folkmelodier) (1932)
- Hemifrån op 34, symfonisk dikt (1932)
- Leksandssvit op 41 (1935)
- En gammal kämpavisa från Dalarna op 42 (1936) /5 minuters speltid/
- Svensk högtidsmarsch Dess-dur op 42 (1936) /8 minuters speltid/
- Svit op 53 (1945)
- Gesunda op 54, symfonisk dikt (1947)

### Kammarmusik
- Andantino för violin och piano, 1906
- Vaggsång, för violin och piano, 1910
- Pianokvartett d-moll op 29, 1926-28

### Verk för piano
- Vår, 1905
- En längtans vals, 1918
- Fyra preludier op 19, 1919
- En liten danssvit (även för orkester), 1922
- Preludium, 1945
- Vals-intermezzo
- Ciel etoile Valse par Paul Fromont
- Hymn och marsch (för fyrhändigt piano), 1937

### Verk för orgel
- Preludium och fuga, a-moll, 1905
- Konsertfantasi, 1914
- Marcia funèbre, 1916
- Orgelsonat g-moll op 23, 1924
- Introitus solennis (även för orkester), 1924
- Högtidsmarsch, 1926
- I denna ljuva sommartid, orgelkoral, 1930
- Variationer över en gammal dalakoral, op 36, 1933
- Musik till Jobs bok op 30, 1934
- Tre orgelkoraler op 39, 1934
  - 1. Min själ och sinne låt Gud råda (Sv.Ps 239)
  - 2. Dig skall min själ sitt offer bära (Sv.Ps 28)
  - 3. En fridens ängel ropar: Kom! (Sv.Ps 483)
- En gammal psalmmelodi från Mora (även för violin och piano), 1935
- En gammal fäbodpsalm från Dalarna, 1936
- Bröllopsmusik, 1941
- Fyra orgelkoraler op 50. 1943
  - 1. Gud ej sitt tryckta barn förgäter
  - 2. Jesus allt mitt goda är
  - 3. Tänk när en gång det töcken har försvunnit
  - 4. Helige Ande, låt nu ske
- Den signade dag, 1944
- Bröllopsmusik nr. 2: Bröllopsmarsch 1947
- När stormens lurar skalla, liten partita, tryckt 1954
- Preludier till den svenska koralbokens samtliga koraler, tryckt 1961 (m. David Wikander)

### Verk för kör och orkester
- Sömnens slott op 5 (Oscar Levertin), 1910
- När natten sakta stiger (Bernhard Elis Malmström) op 11, 1912
- Kantat till Skansens 25te vårfest (Prins Wilhelm) op 17, 1918
- Requiem op 21, 1920-22
- Kantat till Svenska kyrkans i Oslo invigning op 24, 1924
- Kantat till Skellefteå kyrkas invigning, op 28, 1927
- Adventus Ansgarii, op 43, 1930
- Promotionskantat (Stockholm) för solo, manskör och orkester op 33, 1930
- Det ljusa landet (Joel Rundt), op 37, 1933
- Kantat till Köla kyrkas invigning op 38, 1934
- Sång till hembygden, op 40 (Kerstin Hed), (även a cappella) 1935
- Kantat till Falu stads 300-årsjubileum op 46, 1941
- Wallinkantat (Jordens oro) op 47 (Johan Olof Wallin), 1942
- Kantat till svenska folkskolans 100-årsjubileum op 49, 1942
- Kantat till Åmåls stads 300-årsjubileum, op 51 (Johan Skog), 1943
- Mitt land op 52 (Georg Åhlstad), 1944
- Kantat till Bergslagets 600-årsfester op 55 (Karl-Gustaf Hildebrand), 1947
- Kyrkokantat nr. 2 (G. Öhrstedt)
- Kyrkokantat nr. 3 (Nils Bolander)

### Övriga körverk
- Pingst (Oscar Levertin), 1911
- Vinterlandet, för damkör och piano, 1920
- Kantat till Viktor Rydbergs logens kvartsekeldag 11 dec 1920 (Viktor Rydberg), blandad kör a cappella
- Bönens ros (Sam Gabrielsson), blandad kör, 1921
- Stjärntändningen (Verner von Heidenstam) för blandad kör, 1922
- På allhelgonadagen (Johan Alfred Eklund) för blandad kör (med eller utan stråkorkester), 1932
- Vårgryning, (Kerstin Hed) för damkör och piano, 1943
- Glänsande våren (Elias Sehlstedt), för damkör och piano
- Mödrarna (Anita Nathorst), för blandad kör eller damkör och piano
- Ny dag (Anita Nathorst), för damkör och piano
- På vandring (Kerstin Hed), för damkör och piano
- Vingar, för damkör och piano
- Källan (Karl-Gustaf Hildebrand) för damkör a cappella
- Midsommarnatt (Jeanna Oterdahl) för trestämmig damkör och piano
- Morgonen (Johan Ludvig Runeberg) för trestämmig damkör och piano
- Vinterlandet (Sten Granlund) för tvåstämmig damkör och piano
- Fyra andliga sånger efter folkvisemotiv från Dalarna, 1945
  - 1. I kristne vänner alla
  - 2. Stilla, sköna aftontimma
  - 3. Gud skapade världen
  - 4. Till fadershuset, till Guds stad
- Dalvisa ("Om sommaren sköna"), 1949
- Bergslagen (Johan-Olov Johansson), för manskör a cappella
- Den signade dag för blandad kör a cappella
- Gläns över sjö och strand (Julsång) (Viktor Rydberg) för tvåstämmig dam- eller barnkör
- Ett ord av Gud (John Nilsson), för blandad kör a cappella
- Jordens oro viker (Harry Blomberg) kantat för soli, blandad kör, barnkör och orgel
- O du som ser (Jeanna Oterdahl), för blandad kör a cappella, 1949
- Man borde inte sova (Levi Rickson) för blandad kör
- Sveriges frihet (Johan Alfred Eklund) för manskör a cappella, 1938
- I landet Vitavall (Anna Maria Roos), för skolbruk
- Julkantat, för skolbruk
- Sånger under vårdträdet, (Helmer V Nyberg) för skolbruk

### Sånger med orkester
- De dödas ö (G. Svanström), op 2, 1908
- Sommarkväll, op 4 (Carl Larsson i By), 1910
- Adagio (Bo Bergman), 1910
- Vallarelåt (Gustaf Fröding), op 8, 1911
- Två sånger (Hur skall man bruden kläda, Vad söker du på stranden) (Mildred Thorburn-Busch), op 14, 1916
- Jungfru Maria (Erik Axel Karlfeldt), op 15, 1916
- Bisp Thomas frihetssång (Tomas Simonsson), unison kör med piano, 1922
- Längtan heter min arvedel (Erik Axel Karlfeldt), op 22, 1923
- Fyra folkmelodier från Dalarne, 1946
- En liten visa (G.A. Sundell) för sång och stråkorkester
- Somnar jag in med blicken fäst (Jacob Tegengren) för sång och stråkorkester
- Sov (Olof Thunman) för sång, oboe, harpa och stråkorkester, 1949

### Sånger med piano
- Adagio (Bo Bergman), 1910 (även med orkester)
- Allt som av kärlek är fyllt (Dan Andersson)
- Bröllopshymn (E. Nylin), 1910
- Bekransa mig (Erik Axel Karlfeldt), 1910
- Två sånger, 1919
  - Sov (Olof Thunman)
  - Älskade sjung för mig (Axel Krook)
- Lindagulls krona (Bertel Gripenberg), 1920
- Två andliga sånger, 1925
- Gagnefvisan, 1936
- Snabbt jagar stormen våra år (Erik Axel Karlfeldt), 1939
- Bisp Thomas frihetssång, 1943
- Bakom en förlåt som rämnar (Kerstin Hed), 1948
- Vad gagnar det en människa (Pär Lagerkvist), 1948
- Gläns över sjö och strand (Viktor Rydberg)
- Lyckans land 1 (9 barnsånger), 1920
  - Lyckans land (Anna Maria Roos)
  - Lille Pers vandring (Hugo Gyllander)
  - Kissemissen (Anna Maria Roos)
  - Björnen och skräddaren (Anna Maria Roos)
  - Jungfrun och räven (Anna Maria Roos)
  - Under lindarnas sus (Anna Maria Roos)
  - Tomten (Viktor Rydberg)
  - Sagans slott (Jeanna Oterdahl)
  - Nu lyser julens stjärna klar (Hjalmar Lundgren)
- Lyckans land 2 (6 barnsånger), 1923
  - En vårvisa (Hjalmar Hasselblad)
  - En liten riddarvisa (Jeanna Oterdahl)
  - Rosenknoppen (Bernhard Severin Ingemann)
  - Ute blåser sommarvind (Samuel Hedborn)
  - Vaggvisa (Jeanna Oterdahl)
  - Sommarmorgon (Jeanna Oterdahl)
- Lyckans land 3 (6 barnsånger) (Ingeborg Björk)
  - Myggdanslek
  - Prinsessans vår
  - Lotta klöverblom och Kalle tistel
  - Älvornas speleman
  - Drömfeen
  - En bal i skogen
- Gammal fäbodpsalm från Dalarna (Gunlis Österberg)
- Barn på hemväg (Carl Mangård), 1950
- Bygg dig en värld (Anders Österling), 1955

### Scenmusik
- De sjungande löven, scenmusik för skolbruk (1911)
- Fredlös, opera (1936-1943) efter Selma Lagerlöfs novell De fågelfrie. Libretto: Fritz Tutenberg. Uppförd på Kungliga Operan 8 gånger under säsongen 1943-1944.
- Ingmarsarvet, filmmusik, 1925
- Vingslag i natten, filmmusik, 1953

### Psalmer
- Bed för mig, Herre kär (1986 nr 267), 1937
- Det spirar i Guds örtagård (Sam Gabrielsson) (1986 nr 527), 1921
- Du gav mig, o Herre, en teg av din jord (1986 nr 596), 1939
- Du öppnar, o evige Fader (1986 nr 393), 1937
- Fader, du vars hjärta gömmer (1986 nr 233), 1917
- Frälsare, du som äger läkedomen (1986 nr 232), 1938
  - Jag ber om hjälp till stillhet i min plåga (1986 nr 573), 1938
- Herre, jag vill bida (1986 nr 206), 1937
- Jag lyfter ögat mot himmelen (Johan Ludvig Runeberg) (1986 nr 210), 1917
- Jesus, tänk på mig (1986 nr 574), 1937
- På tröskeln till Marias hem (1986 nr 164), 1938
  - I öster stiger solen opp (1986 nr 495), 1938
  - Det finns ett land av ljus och sång (1986 nr 636), 1938

Lindberg finns representerad med ett flertal verk i Den svenska psalmboken 1986 (nr 164 - samma melodi som till 495 och 636 - , nr 206, 210, 232 - samma melodi som till 573 - , nr 233, 267, 393, , 527, 574 och 596).